# Lill-Stenvattnet (Frostvikens socken, Jämtland)
Lill-Stenvattnet är en sjö i Strömsunds kommun i Jämtland och ingår i Ångermanälvens huvudavrinningsområde. Sjön har en area på 0,0737 kvadratkilometer och ligger 581,4 meter över havet. Lill-Stenvattnet ligger i Frostvikenfjällen Natura 2000-område.

## Delavrinningsområde
Lill-Stenvattnet ingår i det delavrinningsområde (715224-145295) som SMHI kallar för Mynnar i 715613-145476. Medelhöjden är 570 meter över havet och ytan är 1,44 kvadratkilometer. Det finns ett avrinningsområde uppströms, och räknas det in blir den ackumulerade arean 2,03 kvadratkilometer. Vattendraget som avvattnar avrinningsområdet har biflödesordning 5, vilket innebär att vattnet flödar genom totalt 5 vattendrag innan det når havet efter 287 kilometer. Avrinningsområdet består mestadels av skog (92 procent). Avrinningsområdet har 0,07 kvadratkilometer vattenytor vilket ger det en sjöprocent på 5 procent.